# Franziska Hagemann
Franziska Hagemann (* 3. Februar 1989 in Ribnitz-Damgarten) ist eine deutsche Fußballspielerin.

## Karriere

### Vereine
Franziska Hagemann begann ihre Karriere bei der SG Einheit Bad Sülze. 2003 wechselte sie zum 1. FFC Turbine Potsdam. Mit den B-Juniorinnen wurde sie 2004, 2005 und 2006 deutsche Meisterin. Im Jahr 2005 holte sie bei der alle zwei Jahre stattfindenden Schulweltmeisterschaft den Titel in Dänemark. Ab 2006 gehörte sie zum Kader der ersten Mannschaft, kam aber meistens nur in der zweiten Mannschaft in der 2. Bundesliga zum Einsatz. Ihr erstes Bundesligator erzielte sie am 4. Mai 2008 gegen den VfL Wolfsburg. 2007 gewann sie mit der U18-Landesauswahl Brandenburgs den in Duisburg ausgetragenen Länderpokal. Zur Saison 2009/10 wechselte sie zum Bundesligaaufsteiger Tennis Borussia Berlin, mit dem sie 2010 aus der Bundesliga abstieg. Zur Saison 2010/11 wechselte Hagemann zum Zweitliga-Aufsteiger 1. FC Lübars. Ab der Saison 2012/13 spielte sie für die Potsdamer Kickers in der Landesliga Brandenburg; nach der Saison 2013/14 wurde die Mannschaft aufgelöst. Insgesamt kam Hagemann auf 29 Einsätze in der Bundesliga (drei Tore) und acht im DFB-Pokal der Frauen (drei Tore). Ab 2018 spielte sie fünf Jahre für die HSG Warnemünde in der Verbandsliga Mecklenburg-Vorpommern. 2023 wechselte sie ligaintern zur neu gegründeten Frauenmannschaft des F.C. Hansa Rostock.

### Nationalmannschaft
Hagemann bestritt im Jahr 2004 vier Länderspiele für die U15-Nationalmannschaft. Am 3. Juni debütierte sie beim 1:1-Unentschieden im Testspiel gegen die Niederländische Auswahl. Im Jahr 2007 kam sie zweimal als Nationalspielerin für die U19-Nationalmannschaft zum Einsatz. Am 16. Mai verlor sie mit 1:2 im Testspiel gegen die Auswahl Italiens und am 21. Oktober gewann sie mit 2:0 über die Auswahl Schwedens.

## Erfolge
- Deutsche B-Juniorinnen-Meister: 2004, 2005, 2006
- Schulweltmeisterin: 2005
- Siegerin U18-Länderpokal: 2007
- Beste Spielerin 2024 des LFV M-V[2]

## Sonstiges
Franziska Hagemann studierte Sozial- und Gesundheitsmanagement.